# Heure d'été d'Europe centrale
Pour les articles homonymes, voir Heure d'été (homonymie).
| Bleu clair | Heure d'Europe de l'Ouest / Temps moyen de Greenwich (UTC)                                     |
| Bleu       | Heure d'Europe de l'Ouest / Temps moyen de Greenwich (UTC)                                     |
| Bleu       | Heure d'été d'Europe de l'Ouest / Heure d'été du Royaume-Uni / Heure normale d'Irlande (UTC+1) |
| Rouge      | Heure normale d'Europe centrale (UTC+1)                                                        |
| Rouge      | Heure d'été d'Europe centrale (UTC+2)                                                          |
| Jaune      | Heure normale d'Europe de l'Est / Heure de Kaliningrad (UTC+2)                                 |
| Ocre       | Heure normale d'Europe de l'Est (UTC+2)                                                        |
| Ocre       | Heure d'été d'Europe de l'Est (UTC+3)                                                          |
| Vert       | Heure de Moscou / Heure en Turquie (UTC+3)                                                     |
| Turquoise  | Heure en Arménie / Heure en Azerbaïdjan / Heure en Géorgie (UTC+4)                             |

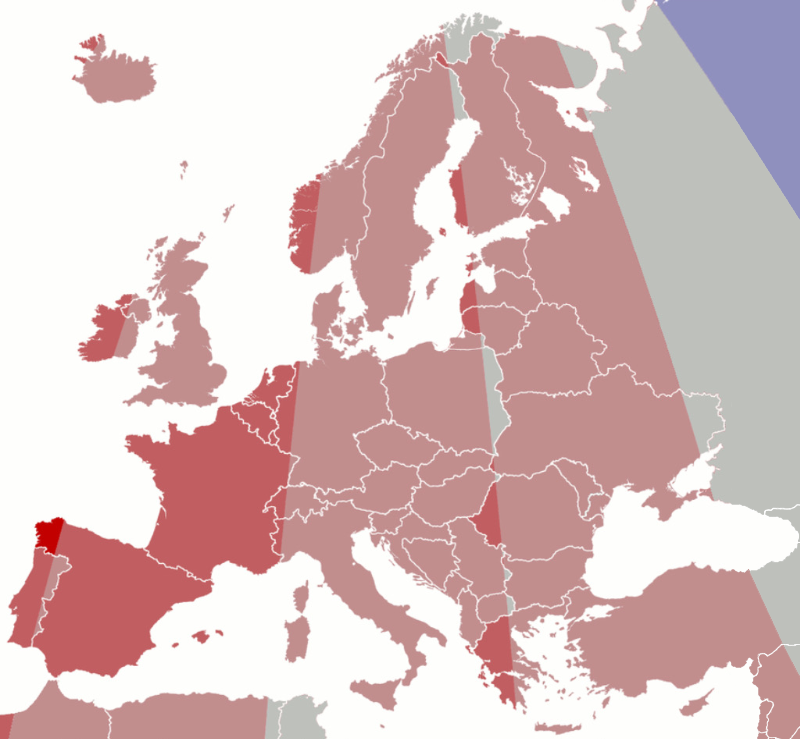
Différence entre le temps légal et le temps moyen local en Europe pendant l'été :
- 1 h ± 30 min
0 h ± 30 min
+ 1 h ± 30 min
+ 2 h ± 30 min
+ 3 h ± 30 min

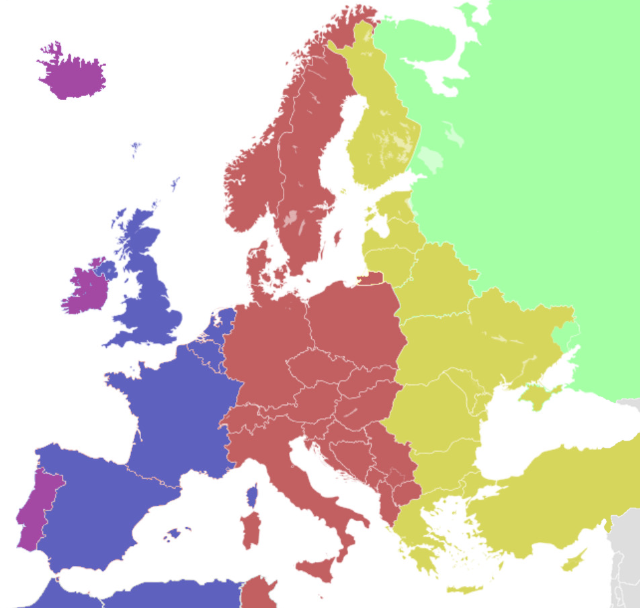
Fuseaux horaires hypothétiques en Europe si chaque pays appliquait systématiquement l’horaire solaire de là où se trouve la partie principale du pays.

L'heure d'été d'Europe centrale ou heure avancée d'Europe centrale (HAEC ; en anglais : Central European Summer Time, CEST) est le fuseau horaire UTC+2, en avance de deux heures par rapport au temps universel coordonné (UTC). Il est utilisé comme heure légale par certains pays d'Europe en été, lorsqu'ils appliquent l'heure d'été. Pendant le reste de l'année, ces pays utilisent l'heure normale d'Europe centrale (HNEC) UTC+1 (en anglais : Central European Time, CET).
D'après la directive 2000/84/CE, le changement d'heure mis en place pour l’Union européenne ne s'applique pas dans les territoires d'outre-mer.

## Pays concernés
Les pays et territoires suivants utilisent l'HAEC / CEST pendant l'été, entre le dernier dimanche de mars à 1 h UTC et le dernier dimanche d'octobre à 1 h UTC :
- Albanie
- Allemagne
- Andorre
- Autriche
- Belgique
- Bosnie-Herzégovine
- Croatie
- Danemark
- Espagne (y compris les villes africaines de Ceuta et Melilla, mais pas les îles Canaries)
- France (métropolitaine)
- Gibraltar
- Hongrie
- Italie
- Kosovo
- Liechtenstein
- Luxembourg
- Macédoine du Nord
- Malte
- Monaco
- Monténégro
- Norvège (y compris Svalbard et Jan Mayen)
- Pays-Bas (métropolitains)
- Pologne
- Saint-Marin
- Serbie
- Slovaquie
- Slovénie
- Suède
- Suisse
- Tchéquie
- Vatican

## Historique de la synchronisation des changements d'heure
Pour permettre à divers pays de l'UE de changer d'heure simultanément, dans l'intérêt de différents secteurs économiques, des directives ont été adoptées.
La première directive du 22 juillet 1980, entrée en vigueur en 1981, fixait une date commune uniquement pour le début de la période de l’heure d’été.
Les directives suivantes ont fixé une date unique de début, le dernier dimanche de mars, et deux dates de fin : l’une le dernier dimanche de septembre appliquée par les États du continent, l’autre le 4e dimanche d’octobre pour le Royaume-Uni et l’Irlande.
À partir de la 7e directive 94/21/CE du 30 mai 1994, l'ensemble des pays du continent se sont alignés sur le dernier dimanche d’octobre à partir de 1996.
La huitième directive 97/44/CE du Parlement européen et du Conseil du 22 juillet 1997 a reconduit les dispositions de la septième directive pour une période de quatre ans (de 1998 à 2001 inclus).
La directive 2000/84/CE du Parlement européen et du Conseil du 19 janvier 2001 concernant les dispositions relatives à l'heure d'été, établie par le Parlement européen et le Conseil de l'Union européenne demande à la Commission de publier au Journal officiel des Communautés européennes, tous les cinq ans, le calendrier des dates de début et de fin de la période de l'heure d'été pour les cinq années suivantes.

## Soutien populaire
À l'occasion d'une consultation des citoyens de l'Union européenne par la commission de l'Union européenne, des millions de citoyens se sont dits favorables à l'heure d'été et défavorables à l'heure d'hiver.
84 % des exprimés s’opposent à l'alternance entre l'heure d'été et l'heure d'hiver. 76 % des répondants disent vivre négativement le changement d'heure.
Du 4 février au 3 mars 2019, l'Assemblée nationale a mis en ligne une consultation publique, afin de recueillir l'avis des français sur le sujet. Celle-ci a fait l'objet d'environ 2,1 millions de réponses. Selon les chiffres, plus de 83 % des avis exprimés sont favorables à la fin du changement d'heure, desquels 57 % préfèrent l’heure d’été permanente. Dans cette nouvelle configuration d'heure d’été permanente, le soleil se coucherait à 22 h 21 à Brest et à 21 h 33 à Strasbourg le 20 juin et se lèverait le 20 décembre à 10 h 6 à Brest et à 9 h 18 à Strasbourg.
Cependant, cette enquête nationale a été critiquée pour son manque de clarté, de lisibilité et d’accessibilité auprès des citoyens.